# Christina Bjørn
Christina Bjørn (født 14. september 1983 i Kolding) er en dansk tv-vært, radiovært og tekstforfatter.

## Karriere
Christina Bjørn var radiovært på The Voice i 2010-2012 inden hun blev ansat på DR P3 og siden hen DR P7 Mix hvor hun bl.a. sender programmerne P7 Morgenmix og P7 Weekendmix. 
I 2012 var hun vært på genskabelsen af Husk Lige Tandbørsten sammen med komikeren Christian Fuhlendorff.
Den 13. februar 2013 deltog hun i Danmarks Indsamling, som samlede penge ind til 12 konkrete projekter i Afrika. Samme år deltog hun i Zulu Djævleræs, som var et racing-underholdnings-tv-program, hvor mange forskellige, kendte danskere kørte om kap med campingvogne med havenisser og andre mærkværdige genstande på banen. I 2013 var hun også konferencier for Danmarks største skønhedskonkurrence Queen Of Scandinavia.
I 2014 har hun vært på tv-programmet Fredagsfesten på DR Ultra.
I 2015 var hun en af tre værter for Copenhagen Pride.

## Ekstern henvisning
- Christina Bjørn - Danmarks Radio
- Christina Bjørn på Internet Movie Database (engelsk)